# Кариняня
Кариняня (на португалски: Carinhanha) е град и община в Източна Бразилия, щат Баия, мезорегион Вали Сао-Франсискано да Баия, микрорегион Бон Жезус да Лапа. Според Бразилския институт по география и статистика през 2010 г. общината има 28 378 жители.